# گورستان قدیم شیخی
قبرستان قدیم شیخی مربوط به دوره زند - دوره پهلوی است و در شهرستان ممسنی، بخش رستم، دهستان رستم ۱، ۱/۵ کیلومتری شرق روستای شیخی زیردو واقع شده و این اثر در تاریخ ۳۰ بهمن ۱۳۸۶ با شمارهٔ ثبت ۲۰۸۶۶ به‌عنوان یکی از آثار ملی ایران به ثبت رسیده است.